# Морето на чудовищата
Морето на чудовищата е фентъзи/приключенски роман базиран на гръцката митология написан от Ричард Ръсел Риърдън и издадена през 2006. Това е втората книга от поредицата Пърси Джаксън и боговете на Олимп и продължение на Похитителят на мълнии. Книгата е за приключенията на 13-годишния полубог Пърси Джаксън, който заедно с приятелите си спасява сатира Гровър от циклопа Полифем и спасяват лагера от атака на титан, като донасят златното руно, за да изцелят натровеното дърво на Талия.
Морето на чудовищата е прието с добри отзиви и е номинирано за множество награди. Продала е над 100 000 копия. Морето на чудовищата е продължено от Проклятието на титана, третата от петте книги в поредицата.

## Резюме
Като предишната книга, Похитителят на мълнии, този роман е фентъзи. Считан е за забързан, хумористичен, пълен с действие роман.

### Пророчество
На кораба на мъртвите ще вдигнеш платна,

надалече ще плаваш и ще стигнеш целта.

Живота си ще оплачеш, затворена в пещера,

ще се провалиш без приятели и ще се върнеш сама.

### Сюжет
Докато е на училище, Пърси трябва да играе народна топка срещу големи седмокласници, които се оказват лестригони. Те призовават експлодиращи огнени топки и опитват да убият Пърси, но той е защитен от Тайсън, приятел, който остава невредим от огнените топки на чудовищата. Анабет спасява Пърси като наръгва последния лестригон отзад и взима Пърси и Тайсън обратно в лагера на Нечистокръвните. Те намират лагера по нападение, защото дървото на Талия, което пази лагера, е било отровено от някого. Хирон, асистент-директора, е бил уволнен, защото е смятан за виновника отровил дървото и е заменен от Тантал, дух от Полетата на наказанието.
Пърси открива, че Тайсън е циклоп и Посейдон го обявява за негов син. Анабет и Пърси молят Тантал да прати някого на мисия, за да открие златното руно, което той прави, пращайки Клариса. Пърси получава помощ от Посейдон, който му дава три водни кончета и заедно с Анабет и Тайсън, се озовава на кораб, Принцеса Андромеда, който се оказва, че е притежание на Люк. Те са уловени и научават, че Люк се опитва да съедини Кронос, титан, който е баща на Зевс. Те успяват да избягат и са спасени от Клариса, която има лодка, подарена от баща ѝ, Арес. Тя е унищожена, когато навлиза в Морето на чудовищата, познато като Бермудския триъгълник от смъртните. Те достигат до острова на Полифем и спасяват Гроувър, с помощта на Тайсън и Клариса, като същевременно взимат руното. Те достигат до Флорида и Пърси праща Клариса, с руното, обратно в лагера. Пърси, Анабет, Гроувър и Тайсън са уловени от Люк. Пърси успява да се свърже с лагера, подмамвайки Люк да си признае, че е отровил дървото на Талия. В дуел с Люк, Пърси е почти убит. Той е спасен от Хирон и неговите роднини, парти понитата. Хирон е върнат на поста си, след като е доказано, че е невинен и руното изцелява дървото на Талия и самата Талия се появява като човек.

### Главни герои
- Пърси Джаксън: Главният герой, 13-годишен полубог, който пътува до острова на Полифем в Бермудския триъгълник, за да открие Гроувър и да вземе златното руно. Той е придружен от Анабет и Тайсън, неговият полубрат, на мисията. Накрая той успява; и дава руното на Клариса, докато е нападнат от Люк по пътя към лагера. Обаче, той и приятелите му са спасени от Хирон и парти понитата.
- Анабет Чейс: 13-годишна полубогиня и приятел на Пърси. Тя го придружава до острова и му помага на мисията, като спасява Пърси от острова на Цирцея. Анабет е ранена от Полифем и се възстановява благодарение на златното руно. Тя придружава Пърси до лагера, след като Хирон ги спасява от ръцете на Люк и армията на титана.
- Гроувър Андъруд: Сатир, който е уловен от Полифем по време на опита си да открие дивият бог Пан. Поради лошото си зрение, Полифем бърка Гроувър с женски циклоп. Той е спасен от приятеите си Пърси и Анабет.
- Клариса Ла Ру: Дъщеря на Арес, която получава мисия да октрие златното руно. С помощта на Пърси и приятелите му, тя успява да завърши мисията си. Пърси ѝ дава руното, за да го занесе в лагера. Полифем пожелава да се ожени за нея след като разбира, че Гроувър е мъжки сатир.
- Люк Кастелан: Главният антигерой; той работи за Кронос. Той улавя Пърси и останалите преди да бъдат спасени от Хирон и роднините му, парти понитата.
- Тайсън: Полубрата на Пърси; той е мислен за бездомно дете преди Анабет да помогне на Пърси да осъзнае, че той е циклоп. Той придружава Пърси и Анабет на мисията им и се сприятелява с хипокамп, който кръщава Дъга. Когато кораба на Клариса избухва, той е смятан за мъртъв докато Пърси не разбира, че е бил спасен.

## Продължение
Романа е последван от Проклятието на титана, издадена на 1 май, 2007. В Проклятието на титана, Пърси, Гроувър, Анабет и Талия отиват в училище, за да намерят два могъщи полубога (Нико и Бианка ди Анжело, син и дъщеря на Хадес). Както предшествениците си, тази книга е с добри отзиви и е хвалена за хумористичния си стил и сюжета на историята.